# Obszar Chronionego Krajobrazu Strefy Krawędziowej Kotliny Toruńskiej

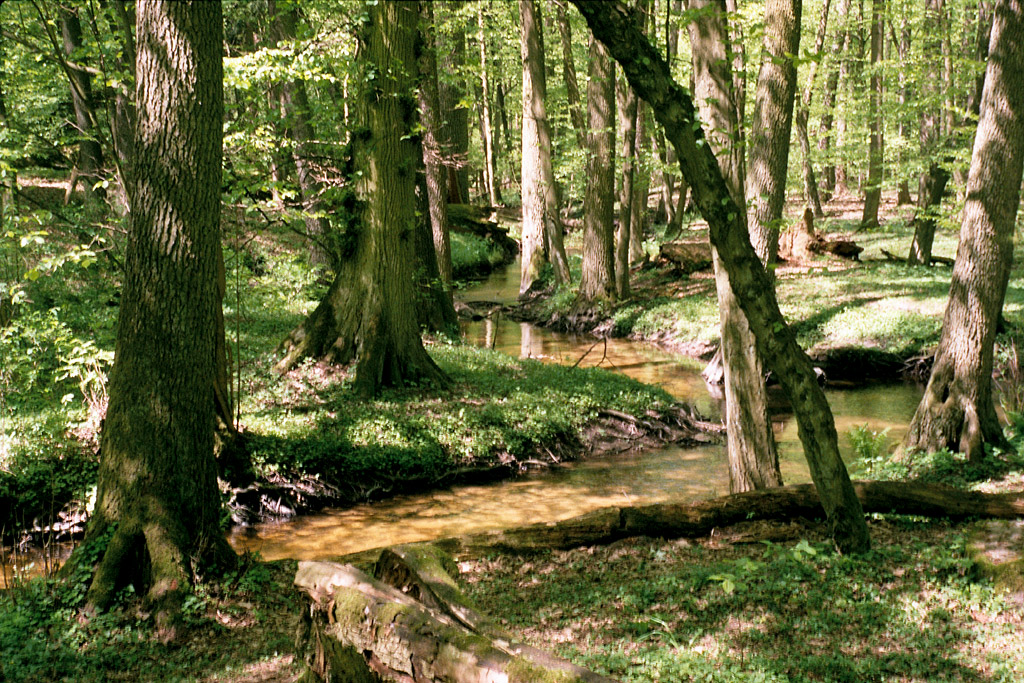
Las Piwnicki

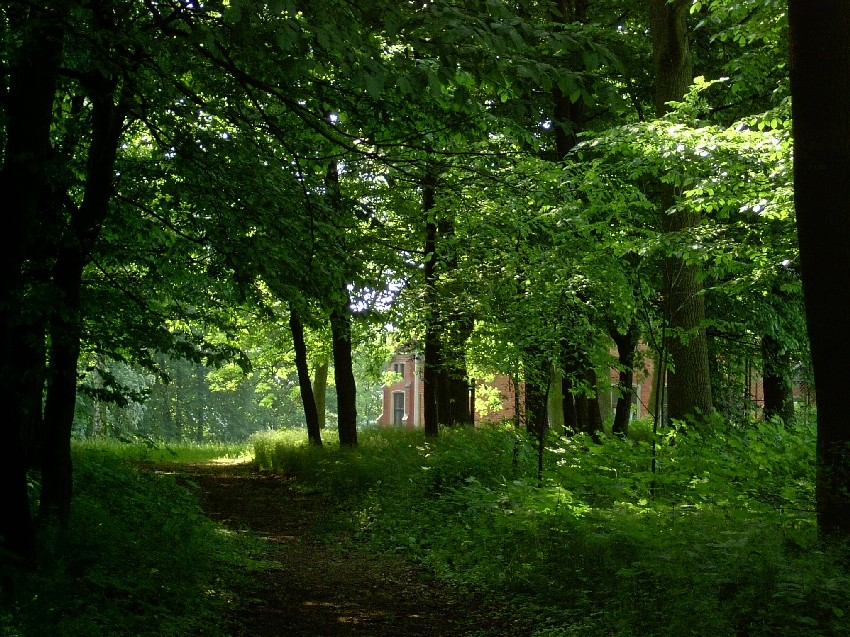
Park przydworski w Skłudzewie

Obszar Chronionego Krajobrazu Strefy Krawędziowej Kotliny Toruńskiej – obszar chronionego krajobrazu, położony w środkowej części województwa kujawsko-pomorskiego. Zajmuje obszar 11 638,01 ha.
Obszar został utworzony na mocy Rozporządzenia nr 21/92 Wojewody Toruńskiego z dnia 10 grudnia 1992 roku. 

## Lokalizacja
Obszar znajduje się na terenie gmin należących do powiatu toruńskiego: Zławieś Wielka (7373,21 ha), Łysomice (2886,24 ha) i Łubianka (1066,84 ha), oraz na terenie miasta Torunia (311,72 ha). Położony jest na przestrzeni między Bydgoszczą a Toruniem. Na zachodzie sąsiaduje z Nadwiślańskim Parkiem Krajobrazowym, zaś na wschodzie z północno-zachodnią granicą miasta Torunia.
Pod względem fizycznogeograficznym jest położony na obszarze mezoregionu Kotlina Toruńska, na styku z Pojezierzem Chełmińskim.

## Charakterystyka
Obszar Chronionego Krajobrazu Strefy Krawędziowej Kotliny Toruńskiej obejmuje krawędź wysoczyzny opadającej w kierunku południowym, ku Pradolinie Toruńsko-Eberswaldzkiej, w której płynie rzeka Wisła. Obejmuje ponadto lasy w dolinie Wisły wraz z kompleksem wydm śródlądowych.
Krawędź Kotliny jest silnie urzeźbiona wskutek procesów erozyjnych i denudacyjnych. Lasy zajmują około 56% powierzchni tego obszaru i zachowały cechy naturalne. Fragment kompleksu leśnego podlega ochronie w rezerwacie przyrody Las Piwnicki. Ponadto znajdują się tu trzy zabytkowe parki wiejskie.